# Clane
Clane (Irsk: Claonadh) er en irsk by i County Kildare i provinsen Leinster, i den centrale del af Republikken Irland med en befolkning (inkl. opland) på 4.968 indb i 2006 (4.417 i 2002).